# Leinster GAA
Il Leinster GAA, o Leinster Council è uno dei quattro councils provinciali irlandesi, responsabile dell'organizzazione dei tornei provinciali sul proprio suolo e della promozione degli sport gaelici e delle tradizioni irlandesi nella provincia del Leinster. Come Leinster GAA sono conosciute anche le squadre di calcio gaelico ed hurling del Munster stesso. La zona sud-orientale dell'isola è anche la seconda complessivamente più titolata a livello All-Ireland sia per quanto concerne l'hurling sia per il calcio gaelico. La prima è il Munster in entrambi i casi.

## Contee del Leinster
- Carlow
- Dublin
- Kildare
- Kilkenny
- Laois
- Longford
- Louth
- Meath
- Offaly
- Westmeath
- Wexford
- Wicklow

## Hurling
La squadra più titolata della provincia sia a livello provinciale che nazionale è Kilkenny, la quale ha vinto l'All-Ireland Senior Hurling Championship 32 volte (record) e il Leinster Senior Hurling Championship 66 volte (record).

## Calcio gaelico
Dublino è la squadra più titolata della provincia avendo vinto 49 Leinster Senior Football Championship.

## Competizioni

### Per le contee
- Leinster Senior Football Championship
- Leinster Senior Hurling Championship
- Leinster Under-21 Football Championship
- Leinster Under-21 Hurling Championship
- Leinster Minor Football Championship
- Leinster Minor Hurling Championship
- Leinster Junior Football Championship
- Leinster Junior Hurling Championship
- Leinster Intermediate Hurling Championship
- O'Byrne Cup
- Walsh Cup
- Kehoe Cup

### Per i club
- Leinster Senior Club Football Championship
- Leinster Senior Club Hurling Championship
- Leinster Intermediate Club Football Championship
- Leinster Intermediate Club Hurling Championship
- Leinster Junior Club Football Championship
- Leinster Junior Club Hurling Championship
- Leinster Minor Club Football Championship